# Habroloma nanum
Habroloma nanum – gatunek chrząszcza z rodziny bogatkowatych i podrodziny Agrilinae.

## Taksonomia
Gatunek ten opisany został po raz pierwszy w 1799 roku przez Gustafa von Paykulla pod nazwą Buprestis nanum.

## Morfologia
Chrząszcz o dość krótkim i szerokim ciele długości od 2 do 3 mm. Ubarwienie ma błyszcząco czarne. Wierzch ciała jest gładki. Głowę ma silnie wciągniętą w przedtułów. Znacznie szersze niż dłuższe przedplecze ma szeroko wykrojoną krawędź przednią. W przednich kątach przedplecza umieszczone są głębokie dołki. Szersze od przedplecza pokrywy są w tyle zwężone, o trójkątnym wspólnym zarysie. Na każdej z nich znajduje się delikatnie zaznaczony kil biegnący od guza barkowego aż po wierzchołek. Punktowanie pokryw rozmieszczone jest w nieregularnych szeregach.

## Ekologia i występowanie
Ciepłolubny owad zasiedlający stanowiska kserotermiczne. Larwy są monofagicznymi endofoliofagami minującymi liście bodziszka czerwonego. Postacie dorosłe zimują w ściółce w sąsiedztwie rośliny pokarmowej. Aktywne są od maja do lipca. Samica składa na danym liściu tylko jedno jajo, zabezpieczając je kitem.
Gatunek palearktyczny, znany z Portugalii, Hiszpanii, Wielkiej Brytanii, Francji, Belgii, Niemiec, Szwajcarii, Austrii, Włoch, Danii, Szwecji, Norwegii, Finlandii, Estonii, Łotwy, Polski, Czech, Słowacji, Węgier, Białorusi, Ukrainy, Rumunii, Bułgarii, Słowenii, Chorwacji, Bośni i Hercegowiny, Serbii, Czarnogóry, Albanii, europejskiej i syberyjskiej części Rosji oraz Zakaukazia. Na północ osiąga koło podbiegunowe. Na „Czerwonej liście bogatkowatych Saksonii-Anhalt” umieszczony został jako gatunek wymarły.